# Mutinerie dans les prisons brésiliennes de janvier 2017
La mutinerie dans les prisons brésiliennes de janvier 2017 est une confrontation entre deux organisations criminelles, la Primeiro Comando da Capital (PCC) et la Comando Vermelho (CV), et leurs alliés respectifs dans les prisons et les périphéries des villes brésiliennes. 
Cette émergence est liée aux méthodes de la CCP pour la conquête de nouveaux territoires afin de développer le trafic de drogue.

## Les émeutes
La confrontation a pris la forme de mutineries aboutissant à des massacres. À la fin de 2016, la première révolte a eu lieu dans le Roraima, et a entrainé la mort de plusieurs détenus. Le 1er janvier 2017, 56 prisonniers ont été tués après une émeute à l'Anísio Jobim (Compaj) un complexe Pénitentiaire à Manaus, en Amazonie, dans la région du nord du pays. Les membres des deux gangs rivaux participant au trafic de drogue, le Primeiro Comando da Capital (PCC) et le Familia do Norte (NDF) alliée à la Comando Vermelho (CV) - se sont affrontés dans ce qui a été considéré comme le plus violent massacre dans l'histoire du système carcéral brésilien depuis le massacre de Carandiru (1992),.
Cinq jours plus tard, 33 prisonniers ont été tués dans le Pénitentiaire Agricole de Monte-Cristo situé dans la zone rurale de Boa Vista, Roraima, également dans le Nord. Selon la Folha de S.Paulo, le massacre de Roraima a été une réponse de la PCC contre la rébellion commandé par le FDN en Amazonie. Encore plus de gens ont été tués plus tard dans le mois.